# Christopher Walker (cestista)
Christopher Alando Walker (Kingston, 3 ottobre 1981) è un ex cestista giamaicano.
É il fratello dell'ostacolista Melaine Walker.

## Carriera
Con la Giamaica ha disputato i Campionati americani del 2013.